# 徳政令
徳政令（とくせいれい）とは、日本の中世、鎌倉時代から室町時代にかけて、朝廷・幕府などが土倉などの債権者・金融業者に対して、債権放棄（債務免除）を命じた法令である。本項では、本来の意味での徳政（徳政政策）もあわせて解説する。（→#徳政）

## 徳政
「徳政（とくせい）」とは天人相関思想に基づき、為政者の代替わり、あるいは災害などに伴い改元が行われた際に、天皇が行う貧民救済活動や神事の興行（儀式遂行とその財源たる所領等の保障）、訴訟処理などの社会政策のことであり、「新制」とも呼ばれる。既売却地・質流れ地の無償返付、所領や債権債務についての訴訟（雑訴）の円滑処理などを行うことを通じて、旧体制へ復帰を図る目的があった。
鎌倉時代に入ると災害や戦乱などの社会的混乱が貴族社会にも及び始め、遂に承久の乱では朝廷軍が敗北して上皇の流罪が行われるなど、貴族社会が存続の危機に差し掛かっていることが明白となった。こうした中で、朝廷内では現実的な政治に目を向ける事で求心力を回復させて昔の権威を取り戻そうとする動きが盛んになった。「徳政」はその路線の上に推進された政策であった。
鎌倉幕府も朝廷政治の状況を批判的に見る立場から朝廷に対して「徳政」推進を求めた。後嵯峨上皇の下で記録所が再建され、続く亀山上皇院政下の1286年（弘安9年）には、院評定を徳政沙汰（人事・寺社などの行政問題）と雑訴沙汰（所領・金銭などの一般的な訴訟）に分割するなどの改革を行い（「弘安徳政」）、1293年（正応6年・永仁元年）には伏見天皇（のち上皇）が記録所を徳政推進の機関として充実を図った（「永仁徳政」）。
当初、こうした政策は元寇などによって混乱する社会秩序の回復を図りたい鎌倉幕府の政策と軌を一にするもの（安達泰盛による幕政改革も「弘安徳政」と呼ばれている）であったが、やがて徳政の本格化とともに朝廷の威信回復の考えが旧体制（鎌倉幕府以前への）復帰を模索する動きに結び付けられるようになると、鎌倉幕府は皇位継承における両統迭立政策を名目とした政治介入を行い、亀山・伏見両上皇の院政停止を行なったことから朝幕間に緊張状態を生み、やがて後醍醐天皇の親政に至ってついに鎌倉幕府に対する討幕運動へと転化することになったのである。
後醍醐天皇の建武の新政以降は、足利直義と光厳上皇とが協調して徳政政策を行い、朝廷では最後となる制符が下されたり、庭中の制度が整えられるなどし、室町幕府でも連動して多くの追加法が制定された（「貞和徳政」とも呼ばれる）。
債権放棄を命ずるのも、こうした政策の一つである。すなわち徳政令は徳政政策のうちの１つに過ぎない。

## 徳政令の実施
鎌倉時代の徳政令には、貧窮に苦しむ御家人保護の名目が強く、1297年（永仁5年）の永仁の徳政令が知られる。建武の新政期である1334年（建武元年）には後醍醐天皇が建武の徳政令を行なっている。
室町時代になると惣の発達により、徳政令を求める土一揆、徳政一揆などが頻発した。また、一揆勢力や在地勢力が独自に行う私徳政なども行われた。これらの一揆は将軍の代替わり期に多く発生し、「代初めの徳政」を要求している。正長の土一揆では室町幕府から正式な徳政令は出なかったものの、嘉吉の徳政一揆に際しては幕府から正式に徳政令（嘉吉の徳政令）の発布が行われる。
当初は徳政令に慎重だった室町幕府は、1454年の土一揆を機に分一銭（ぶいちせん・分一徳政令（ぶいちとくせいれい）・徳政分一銭（とくせいぶいちせん）とも）を発布して、債権債務額の1割を一種の手数料として幕府に納めた紛争当事者に当該債権の存続を許す、もしくは債務を放棄できるようにする命令を出した。これは債権債務の1割が幕府の収入となったため、後に幕府財政再建のために濫用されることとなった。
戦国時代においては、相模国の戦国大名である北条氏康が大飢饉の発生に際して氏政への家督相続を行い、「代初めの徳政」を行なった事例があるなど、「代初めの徳政」が定着していたことをうかがい知ることができる。
甲斐国の武田信虎は享禄元年（1528年）に甲斐一国を対象とした徳政令を発しており（『勝山記』）、これは東国の戦国大名が領国内に発令した徳政令であるほか、土一揆の勃発以前に発令されている点からも注目されている。
また、戦勝による徳政もあり、永禄5年（1562年）3月5日、畠山高政が久米田の戦いで三好氏に勝利したのち、翌6日に京に入った六角義賢は、8日に徳政令を出している。